# Flygtrafiktjänst

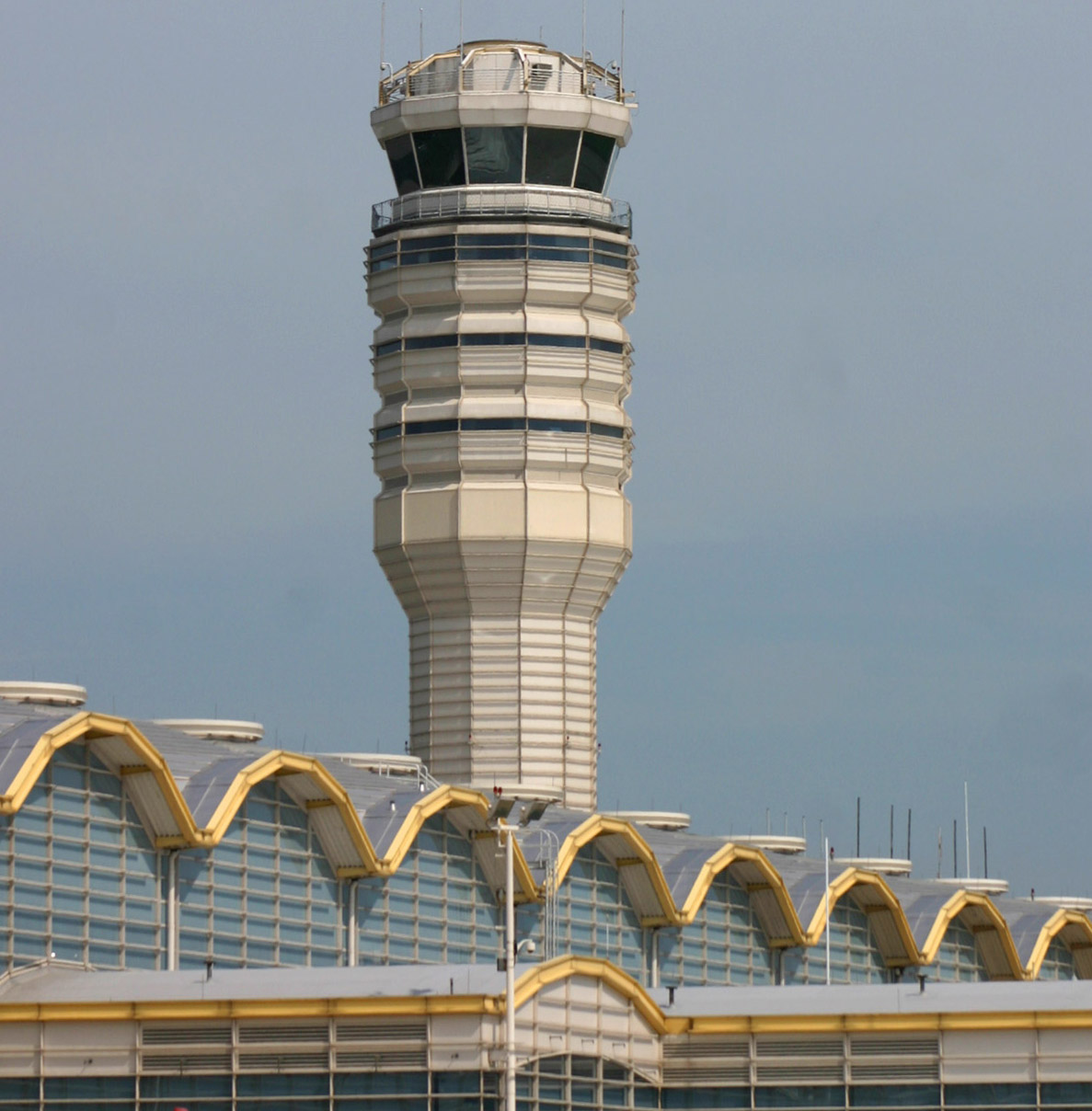
Kontrolltorn

Flygtrafiktjänst på engelska Air navigation service, ANS, omfattar flygledningstjänst, flygbriefingtjänst, flygvädertjänst, flygteletjänst och flygräddningstjänst. Flygtrafiktjänsten finns för att säkerställa att luftfarten kan bedrivas med säkerhet, regularitet och effektivitet.
I Europaparlamentets och rådets förordning (EG) nr 549/2004 av den 10 mars 2004 om ramen för inrättande av det gemensamma europeiska luftrummet (”ramförordning”) avses med flygtrafiktjänster flygtrafiklednings-, kommunikations-, navigations- och övervakningstjänster, flygvädertjänst och flygbriefingtjänster.
I EG-förordningen avses med
- flygtrafikledningstjänst: olika flyginformations-, alarmerings-, flygrådgivnings- och flygkontrolltjänster (områdeskontrolltjänst, inflygningskontrolltjänst och flygplatskontrolltjänst),

- kommunikationstjänster: fasta och rörliga luftfartstjänster som möjliggör kommunikation mark/mark, luft/mark och luft/luft i syfte att utöva flygkontrolltjänst,

- navigationstjänst: de hjälpmedel och tjänster som förser luftfartyg med positionsbestämning och tidsanpassad information,

- övervakningstjänster: de hjälpmedel och tjänster som används för att fastställa luftfartygs position i syfte att möjliggöra säker separering,

- flygvädertjänst: de hjälpmedel och tjänster som förser luftfartyg med meteorologiska prognoser, briefing och observationer liksom all annan meteorologisk information och data som staterna tillhandahåller för användande inom luftfarten, och

- flygbriefingtjänst: en tjänst som inrättats inom ett avgränsat täckningsområde och som ansvarar för tillhandahållandet av sådan information till luftfarten och sådana data som är nödvändiga för en säker, regelbunden och effektiv flygtrafik.

Den definition som ges i EG-förordningen omfattar inte flygledningstjänsten, som definieras som den samling luftburna och markbaserade funktioner (flygtrafikledningstjänst, luftrumsplanering och flödesplanering) som krävs för att säkerställa säkra och effektiva rörelser för luftfartyg under alla faser av flygningen. Med andra ord ligger luftrums- och flödesplanering utanför definitionen, till skillnad från vad som gäller i Sverige. 